# SK Sturm Graz
Az SK Sturm Graz az egyik legismertebb osztrák labdarúgócsapat. Székhelye Grazban található. A klubot 1909-ben alapították.

## Története
SK Sturm Grazot 1909-ben alapították. Graz város másik híres klubja a Grazer AK csak pár évvel korábbi hiszen 1902-ben alapították. A klub sokáig nem szerepelt az élvonalban, hiszen először az 1942-43-as évadban verekedte fel magát.

## Eredmények

### Osztrák élvonalbeli bajnoki szereplések

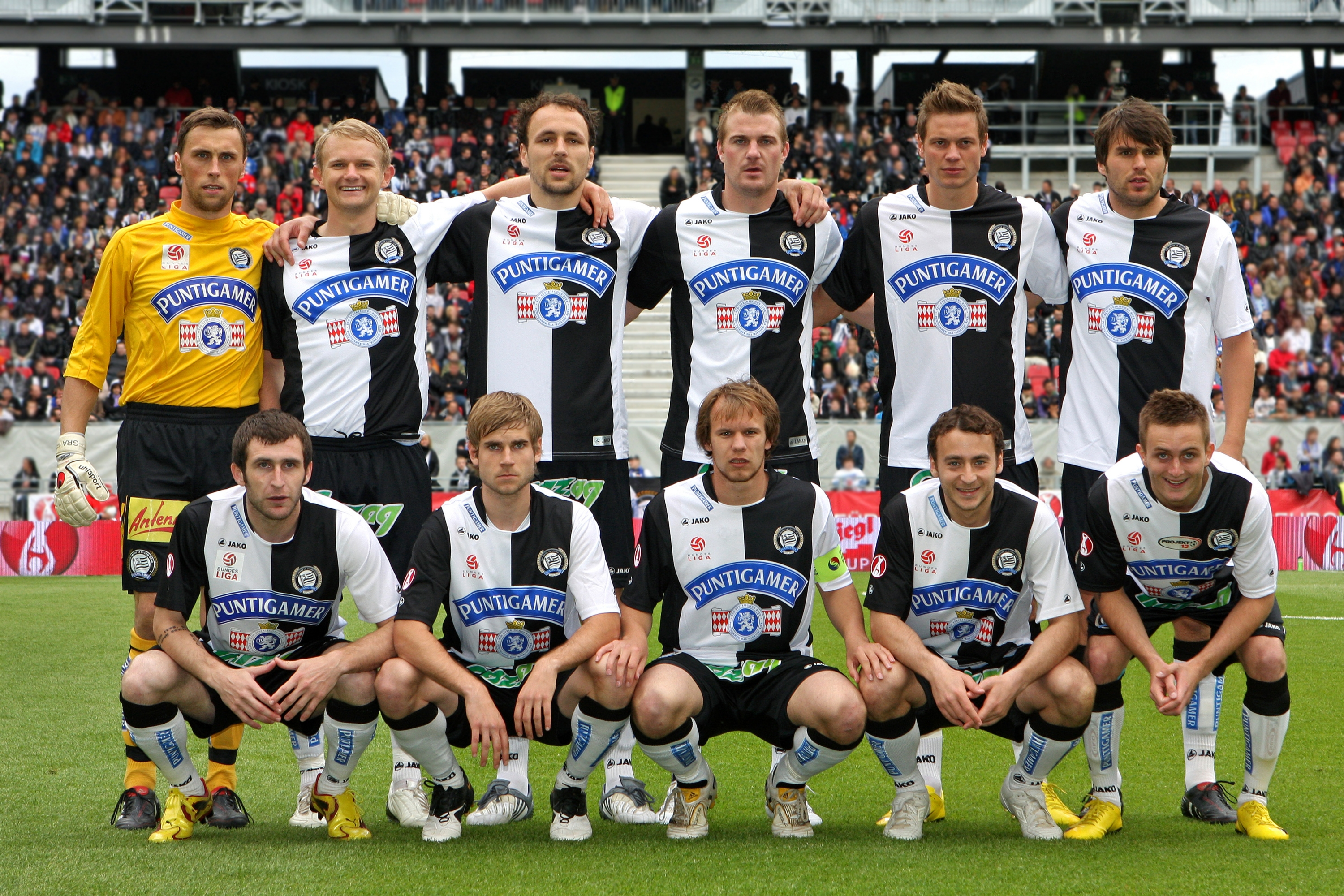
SK Sturm Graz, 2010

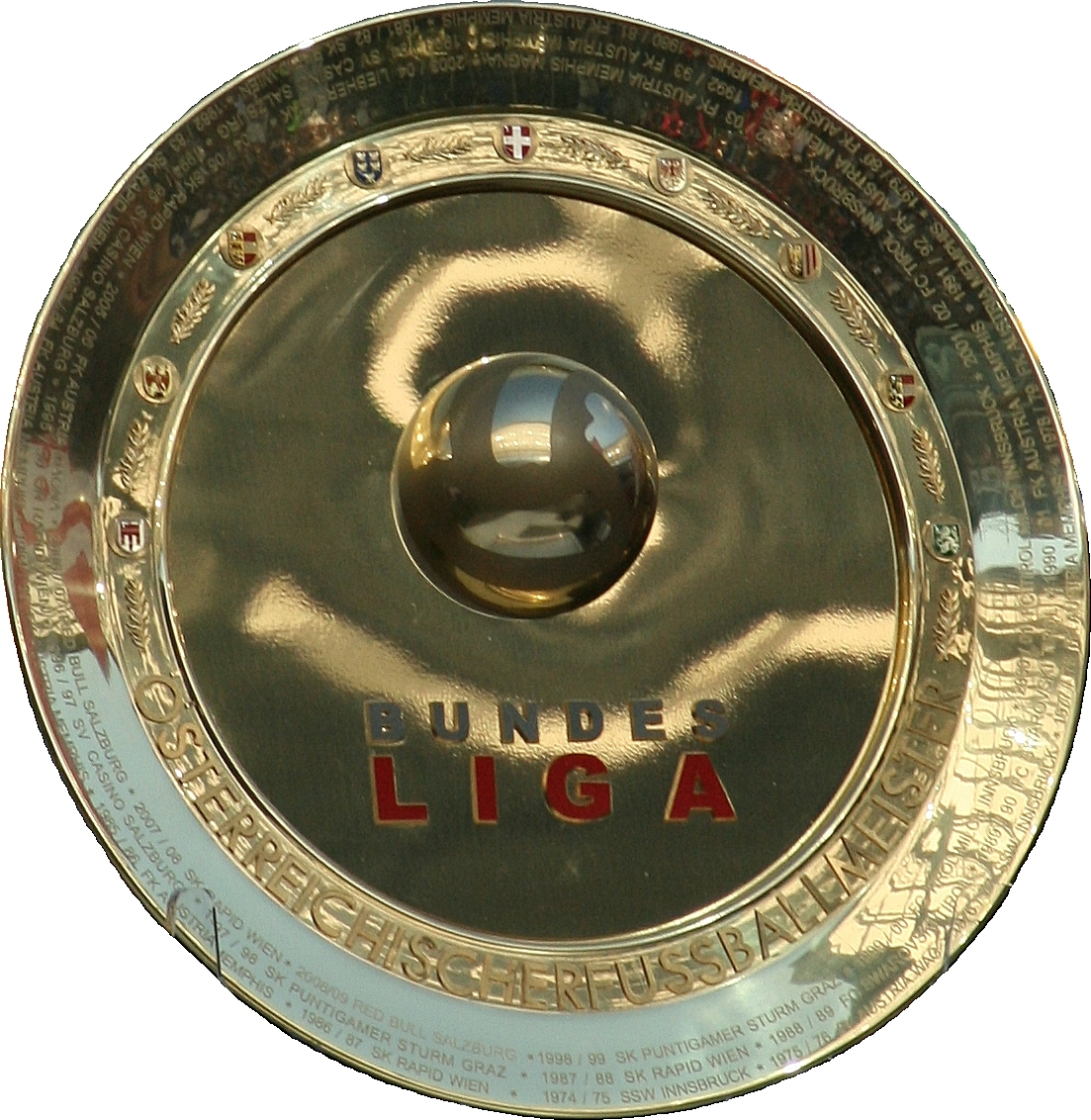
Az osztrák bajnoknak járó trófea

A Sturm Graz 1942–43-as idényben szerepelt először az akkori osztrák labdarúgó-bajnokságban, a Gauligában, és rögtön ki is esett. Összesen 5 alkalommal búcsúzott az élvonaltól, utoljára 1965-ben. Első dobogós helyezését, egy bronzérmet, az 1969–70-es idényben szerezte. Legsikeresebb időszaka 1994 és 2002 között volt, két bajnoki címét is ekkor szerezte, Ivica Osim edzősége idejében.
- Osztrák labdarúgó-bajnokság
  - bajnok (4): 1997–98, 1998–99, 2010–11,[4] 2023–24, 2024–25
  - ezüstérmes (8): 1980–81, 1994–95, 1995–96, 1999–00, 2001–02, 2017–18, 2021–22, 2022–23
  - bronzérmes (6): 1969–70, 1987–88, 1990–91, 1996–97, 2016–17, 2018–19

| Idény   | helyezés | Idény   | helyezés | Idény   | helyezés | Idény   | helyezés |
| ------- | -------- | ------- | -------- | ------- | -------- | ------- | -------- |
| 1942–43 | 11. hely | 1949–50 | 10. hely | 1950–51 | 7. hely  | 1951–52 | 8. hely  |
| 1952–53 | 9. hely  | 1953–54 | 13. hely | 1955–56 | 10. hely | 1956–57 | 12. hely |
| 1957–58 | 13. hely | 1964–65 | 12. hely | 1956–67 | 11. hely | 1967–68 | 7. hely  |
| 1968–69 | 5. hely  | 1969–70 | 3. hely  | 1970–71 | 12. hely | 1971–72 | 7. hely  |
| 1972–73 | 14. hely | 1973–74 | 5. hely  | 1974–75 | 5. hely  | 1975–76 | 8. hely  |
| 1976–77 | 9. hely  | 1977–78 | 4. hely  | 1978–79 | 4. hely  | 1979–80 | 9. hely  |
| 1980–81 | 2. hely  | 1981–82 | 6. hely  | 1982–83 | 4. hely  | 1983–84 | 5. hely  |
| 1984–85 | 6. hely  | 1985–86 | 5. hely  | 1986–87 | 7. hely  | 1987–88 | 3. hely  |
| 1988–89 | 9. hely  | 1989–90 | 5. hely  | 1990–91 | 3. hely  | 1991–92 | 9. hely  |
| 1992–93 | 10. hely | 1993–94 | 7. hely  | 1994–95 | 2. hely  | 1995–96 | 2. hely  |
| 1996–97 | 3. hely  | 1997–98 | Bajnok   | 1998–99 | Bajnok   | 1999–00 | 2. hely  |
| 2000–01 | 4. hely  | 2001–02 | 2. hely  | 2002–03 | 6. hely  | 2003–04 | 9. hely  |
| 2004–05 | 7. hely  | 2005–06 | 8. hely  | 2006–07 | 7. hely  | 2007–08 | 4. hely  |
| 2008–09 | 4. hely  | 2009–10 | 4. hely  | 2010–11 | Bajnok   | 2011–12 | 5. hely  |
| 2012–13 | 4. hely  | 2013–14 | 5. hely  | 2014–15 | 4. hely  | 2015–16 | 5. hely  |
| 2016–17 | 3. hely  | 2017–18 | 2. hely  | 2018–19 | 3. hely  | 2019–20 | 5. hely  |
| 2020–21 | 6. hely  | 2021–22 | 2. hely  | 2022–23 | 2. hely  | 2023–24 | Bajnok   |

### Szereplések az osztrák labdarúgókupában
A Sturm Graz hét alkalommal szerepelt az osztrák labdarúgókupa döntőjében és ebből hármat nyert meg. Mind a három kupagyőzelmet Ivica Osimmal érték el. Az ő nevéhez fűződik további két elvesztett döntőbeli szereplés is.
- Osztrák labdarúgókupa (Österreichischer Pokal)
  - győztes (7): 1996, 1997, 1999,[4] 2010, 2018, 2023, 2024
  - ezüstérmes (4): 1948, 1975, 1998, 2002
- Osztrák labdarúgó-szuperkupa (Österreichischer Supercup)[6]
  - győztes (3): 1996, 1998, 1999[4]
  - ezüstérmes (2): 1997, 2002

### Nemzetközi szereplések
- Kupagyőztesek Európa-kupája
  - negyegdöntős (1): 1975–76[7]
- UEFA-kupa
  - negyeddöntős (1): 1983–84
- Intertotó-kupa
  - győztes (1): 2008

## Játékosok

### Jelenlegi keret
Utolsó módosítás: 2024. augusztus 30.
| #  |     | Poszt | Név                                                       |
| -- | --- | ----- | --------------------------------------------------------- |
| 1  | NED | K     | Kjell Scherpen (kölcsönben a Brighton and Hove Albiontól) |
| 2  | SCO | V     | Max Johnston                                              |
| 4  | SVN | KP    | Jon Gorenc Stanković                                      |
| 5  | SUI | V     | Gregory Wüthrich                                          |
| 6  | AUT | V     | Aleksandar Borković                                       |
| 8  | CIV | KP    | Malick Yalcouyé (kölcsönben a Brighton & Hove Albion-tól) |
| 9  | TUR | CS    | Erencan Yardımcı (kölcsönben a Hoffenheim-től)            |
| 10 | GEO | KP    | Otar Kitejsvili                                           |
| 11 | AUT | CS    | Manprit Sarkaria                                          |
| 14 | CRO | KP    | Lovro Zvonarek (kölcsönben a Bayern München-től)          |
| 15 | DEN | KP    | William Bøving                                            |
| 17 | BIH | V     | Emir Karić                                                |
| 18 | DEN | CS    | Mika Biereth                                              |
| 19 | SVN | KP    | Tomi Horvath                                              |

| #  |     | Poszt | Név               |
| -- | --- | ----- | ----------------- |
| 20 | NOR | CS    | Seedy Jatta       |
| 21 | DEN | KP    | Tochi Chukwuani   |
| 22 | BIH | V     | Jusuf Gazibegović |
| 23 | SVN | V     | Arjan Malić       |
| 24 | BEL | V     | Dimitri Lavalée   |
| 25 | AUT | KP    | Stefan Hierländer |
| 30 | HUN | KP    | Kern Martin       |
| 35 | AUT | V     | Niklas Geyrhofer  |
| 36 | MLI | CS    | Amady Camara      |
| 38 | AUT | CS    | Leon Grgić        |
| 40 | AUT | K     | Matteo Bignetti   |
| 47 | AUT | V     | Emanuel Aiwu      |
| 53 | RUS | K     | Danill Hugyakov   |

### Ismertebb játékosok
| - Božo Bakota - Karl Decker - Fekete László - Ludwig Durek - Mario Haas - Martin Hiden - Walter Hörmann - Alfred Hörtnagl - Szergej Juran - Gernot Jurtin - Walter Kogler - Otto Konrad | - Korsós György - Ernst Kozlicek - Peter Kupferschmidt - Roman Mählich - Günther Neukirchner - Richard Niederbacher - Anton Pichler - Gilbert Prilasnig - Markus Pürk - Hannes Reinmayer - Heinz Russ - Walter Schachner | - Rudolf Schauss - Markus Schopp - Helmut Senekowitsch - Manfred Steiner - Szabics Imre - Szokolai László - Heinz Thonhofer - Ivica Vastić - Heribert Weber - Arnold Wetl |

## A Sturm Graz gólkirályai
- 1980–81 Gernot Jurtin 20 gól
- 1981–82 Božo Bakota 24 gól
- 1995–96 Ivica Vastić 20 gól
- 1999–00 Ivica Vastić 32 gól[8]

## A klub eddigi edzői
Vezetőedzők 1945-től napjainkig:
| - Leopold Kruschitz 1945–46 - Josef Molzer 1946–49 - Ludwig Durek 1950 - Franz Czernicky 1951–52 - Karl Decker 1952–54 - Janos Gerdov 1954 - Hans Gmeindl 1955 - Rudolf Strittich 1955 - Josef Blum 1956–58 - Ludwig Durek 1958–60 - Szép János 1960–61 - Ott Mühlbauer 1961 - August Rumpf 1961–62 - Lörinczy Lajos 1962–63 - August Rumpf 1963 | - Rudolf Suchanek 1963–64 - Karl Adamek 1965–66 - Franz Fuchs 1966–67 - Karl Kowanz 1967 - Gerd Springer 1967–70 - Szép János 1970–71 - August Rumpf 1971 - Adolf Remy 1971–72 - Karl Schlechta 1972–77 - Günter Paulitsch 1977–80 - Otto Barić 1980–82 - Gernot Fraydl 1982–84 - Robert Pflug 1984 - Hermann Stessl 1984–85 - Ivan Marković 1985 | - Franz Mikscha 1985–86 - Walter Ludescher 1986–88 - Manfred Steiner 1988 - Otto Barić 1988–89 - August Starek 1989–91 - Robert Pflug 1991–92 - Ladislav Jurkemik 1992–93 - Milan Đuričić 1993–94 - Ivica Osim 1994–02 - Franco Foda 2002–03 - Gilbert Gress 2003 - Michael Petrović 2003–06 - Franco Foda 2006–2012 - Thomas Kristl 2012 - Peter Hyballa 2012–2013 | - Markus Schopp 2013– |